# Luzule blanchâtre
Luzula luzuloides
Espèce
Classification APG III (2009)
La Luzule blanchâtre (Luzula luzuloides), également appelée Luzule blanche ou Luzule des bosquets, est une plante herbacée vivace du genre Luzula et de la famille des Juncaceae.

## Description
La Luzule blanchâtre doit son nom à la couleur de son inflorescence. La luzule blanchâtre a des poils blancs sur la marge de ses feuilles.
Elle est présente dans le quart nord-est de la France.

## Synonymes
- Juncus luzuloides Lam.
- Juncus albidus Hoffm.
- Luzula albida (Hoffm.) DC.